# Gelasius Hieber

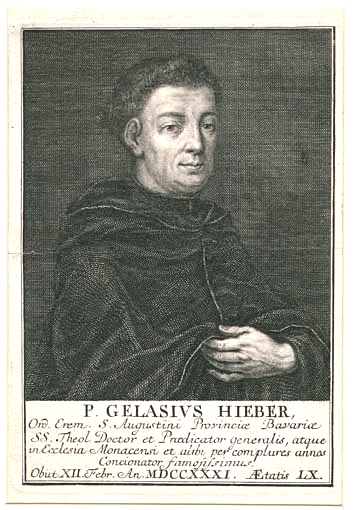
Gelasius Hieber

Gelasius Hieber (* 22. September 1671 in Dinkelsbühl; † 12. Februar 1731 in München) war ein Augustiner-Eremit und wurde als der beste Kanzelredner Bayerns bezeichnet.
Nach dem Besuch einer Lateinschule trat Hieber 1691 ins Münchener Kloster der Augustinereremiten ein. Ab 1692 studierte er an der Universität Ingolstadt und wirkte dann dort und bis 1705 in Regensburg als Prediger. Von 1706 bis 1724 predigte er regelmäßig in München in der Augustinerkirche und hatte immensen Zulauf. Als Verfechter der oberdeutschen Literatursprache, der damaligen leicht bairisch gefärbten Schriftsprache im katholischen Süden, war er von 1722 bis 1727 (Mit-)Herausgeber des Parnassus Boicus, einer der ersten wissenschaftlichen deutschsprachigen Zeitschriften. Dort wendete er sich u. a. gegen die protestantische Poetik in der Tradition von Martin Opitz und deren sprachliche Grundlage, das (Ost-)Mitteldeutsche (pauschal gerne als das Obersächsische, als Lutherdeutsch bezeichnet). Sein Ziel war es, die oberdeutsche Literatursprache zur gesamtdeutschen Standardsprache zu erheben, zu einer dem Lateinischen und Französischen ebenbürtigen Kultursprache. Diese sollte sich zum einen am oberdeutschen, insbesondere kurfürstlich-bayerischen Kanzleistil orientieren; vor allem aber sollte, zum andern, mit diesem 'wahren Hoch-Teutschen' der katholisch-süddeutsche Predigtstil die Herrschaft im deutschen Sprachraum übernehmen – ein sprachpolitisches Vorhaben, mit dem Hieber die Ansprüche der Wittelsbacher auf die römisch-deutsche Kaiserkrone (die der bayerische Kurfürst Maximilian II. Emanuel anmeldete) linguistisch unterstützte. Eine Generation später übernahm jedoch, nach teils heftig geführtem Gelehrtenstreit, die (ost-)mitteldeutsch geprägte Schriftsprache des protestantischen Nordens jene Funktion einer überregionalen deutschen Schriftsprache.
Später gründete Gelasius Hieber in München die Gesellschaft zur Förderung des Geistigen Lebens, die Vorläuferin der Bayerischen Akademie der Wissenschaften.

## Werke
Mit Vorsicht zu handhabende Verzeichnisse der Schriften Hiebers bieten:
- [Agnellus Kandler]: Kurtze Lebens-Verfassung A. R. P. Gelasij Hieber Ordin. Eremit. S. Augustini beruffenen Predigers zu München, in: Neu-fortgesetzter Parnassus Boicus, Oder Bayrischer Musen-Berg […], 3. Versammlung [1736], 17. Bericht, S. 57–78, hier S. 74–78.
- Johann Caspar Lippert: Fortsetzung der Nachricht von den ehemaligen gelehrten Gesellschaften in Baiern, in: Abhandlungen der Churfürstlich-baierischen Akademie der Wissenschaften, Bd. 2, München 1764, 1. Teil, S. 3–48, hier S. 12 f.
- Klement Alois Baader: Das gelehrte Baiern oder Lexicon aller Schriftsteller, welche Baiern im achtzehnten Jahrhundert erzeugte oder ernährte, Bd. 1 [mehr nicht erschienen], Nürnberg und Sulzbach 1804, Sp. 503–505.

Werke Hiebers (Auswahl):
- Echo deß Hochzeitlichen Te Deum Laudamus, gehalten bey dem prächtigen Einzug beyder Durchleuchtesten Bräut-Personen Caroli Alberti Chur- vnd Erb-Printzen der Landen zu Bayrn/ und Mariæ Amaliæ Gebohrnen Ertz-Hertzogin auß Oesterreich/ vnd Kayserlichen Printzessin […], München: Straub, 1722.
- Sanct Johannes-Seegen/ Außgelegt von dem glorwürdigen Heiligen Benno gewesenen Bischoffen zu Meissen in Sachsen/ bey hochfeyrlicher Celebrirung seines zweyten Sanonizazions-Sæculi […], München: Straub, 1723.
- Das ein und sechzigste Capitel Isaiæ des Propheten ausgelegt bey höchst-feyerlicher Acht-tägiger Begehung des Tausend-jährigen Jubilæi der Hochgefürstet-Bischöflichen Domb-, Haupt- und Mutter-Kirchen zu Freysing, Freising: Immel, 1725.
- Davidischer Schall und Widerhall deß Hundert ein und Dreyssigsten Psalmens, da Ihro Hochfürstliche Gnaden Joannes Franciscus deß Heil. Röm. Reichs Fürst und Bischoff zu Freysingen/ etc. die prächtige Chor-Capellen der Wunderthätigen Gnaden-Bildnuß Mariæ in dem […] Stifft und Closter Ettal […] den 15. September 1726. Hochfeyrlich eingeweyhet, und zugleich vor Selber sein Zweytes heiliges Hoch- und Meß-Opffer […] aufgeopffert, München: Straub, 1726.
- Gepredigte Religions-Histori/ das ist/ Jesus Christus und seine Kirchen offenbahrlich dargezeiget von Urbegin der Welt an biß an das Ende der Zeiten […] Ehedessen auf offentllicher Cantzel dem Volck geprediget/ nun aber nach aufgelößtem oratorischem Faden zu bequemerem Gebrauch/ vor jedermänniglich in diese Les-Form gestellet. 3 Bde., Bd. 1 (1726) und 2 (1729) Augsburg und Dillingen: Bencard, Bd. 3 (1733) Regensburg und Stadtamhof: Gastel.